# Château de Moucheton
Le château de Moucheton est un château situé à Épieds, en France.

## Localisation
Le château est situé sur la commune d'Épieds, dans le département de l'Aisne.

## Historique
Le monument est inscrit au titre des monuments historiques en 1992.